# هرفورشت
هرفورشت (به آلمانی: Herforst) یک شهر در آلمان است که در بیتبورگ-پروم واقع شده‌است.